# Ле-Мениль-Обри
Ле-Мениль-Обри (фр. Le Mesnil-Aubry) — муниципалитет во Франции, в регионе Иль-де-Франс, департамент Валь-д'Уаз. Население — 920 человек (2005).
Муниципалитет расположен на расстоянии около 22 км севернее Парижа, 25 км восточнее Сержи.

## Демография
Динамика населения (Cassini и INSEE):